# بنزو (سی) فنانترن
بنزو(سی)فنانترن (به انگلیسی: Benzo(c)phenanthrene) با فرمول شیمیایی C۱۸H۱۲ یک ترکیب شیمیایی است. که جرم مولی آن ۲۲۸٫۲۸۷۹ g/mol می‌باشد. 